# LG Hockey Games 2007
LG Hockey Games 2007 spelades under perioden 8 - 11 februari 2007, och vanns av Sverige före Ryssland och Tjeckien. Ryssland inledde hemma.
Sverige gick obesegrade genom turneringen, efter vinster mot Tjeckien (6-1), Ryssland (6-2) och Finland (1-0). Turneringen blev även en stor framgång för Sveriges Johan Davidsson, som noterades för totalt fyra poäng samt uttogs i turneringens allstarlag. Matchen Sverige-Ryssland blev även hans 100:e landskamp.

## Tabell
| Lag      | S | V | ÖV | ÖF | F | GM | IM | MS  | P |
| -------- | - | - | -- | -- | - | -- | -- | --- | - |
| Sverige  | 3 | 3 | 0  | 0  | 0 | 13 | 3  | +10 | 9 |
| Ryssland | 3 | 0 | 2  | 0  | 1 | 9  | 11 | −2  | 4 |
| Tjeckien | 4 | 1 | 0  | 1  | 2 | 8  | 9  | −1  | 4 |
| Finland  | 3 | 0 | 0  | 1  | 2 | 3  | 10 | −7  | 1 |

## Resultat
| 8 februari 2007 | Ryssland | 4 – 3 (e fl) 0–1, 0–2, 3–0, 1–0 | Finland | Mytisjtji Arena, Moskva, Ryssland |

|  |                                                                                            |  |                                                                            | Åskådare: 7 300 |  |
|  | I. Nikulin 42:50 (PP) A. Kaigorodov 43:59 (PP) I. Volkov 51:44 (ES) A. Kurianov 64:27 (ES) |  | J. Hentunen 10:37 (PP) K. Hirschovits 22:42 (ES) K. Hirschovits 25:54 (ES) |                 |  |

| 8 februari 2007 | Sverige | 6 – 1 2–0, 2–1, 2–0 | Tjeckien | Globen, Stockholm, Sverige |

|  | |  |                        | Åskådare: 8 232 |  |
|  | P. Hållberg 12:14 (ES) R. Wallin 16:32 (ES) J. Ölvestad 36:27 (ES) F. Warg 37:16 (ES) P. Hörnqvist 57:59 (PP) M. Hannula 59:44 (PP) |  | J. Balastik 23:22 (PP) |                 |  |

| 10 februari 2007 | Tjeckien | 5 – 0 2–0, 1–0, 2–0 | Finland | Globen, Stockholm, Sverige |

|  | |  |  | Åskådare: 6 829 |
|  | L. Kohn 00:54 (ES) J. Straka 19:58 (PP) P. Rosa 35:00 (PP) J. Hrdina 41:18 (ES) Z. Irgl 60:00 (ES) |  |  |                 |

| 10 februari 2007 | Sverige | 6 – 2 2–0, 1–2, 3–0 | Ryssland | Globen, Stockholm, Sverige |

|  | |  |                                       | Åskådare: 12 125 |  |
|  | M. Johansson 02:25 (PP) M. Thörnberg 07:41 (PP) F. Bermberg 23:00 (SH) D. Fernholm 45:03 (PP) J. Davidsson 45:53 (ES) T. Mårtensson 54:33 (SH) |  | N. Kulemin 26:52 P. Schastliviy 28:04 |                  |  |

| 11 februari 2007 | Ryssland | 3 – 2 (str) 0–0, 1–2, 1–0, 0–0, 1–0 | Tjeckien | Globen, Stockholm, Sverige |

|  |                                                                   |  |                                           | Åskådare: 1 236 |  |
|  | A. Kurianov 33:26 (ES) N. Kulemin 48:28 (ES) D. Bykov 80:01 (Pen) |  | J. Bednar 21:34 (ES) J. Platil 26:43 (PP) |                 |  |

| 11 februari 2007 | Sverige | 1 – 0 0–0, 1–0, 0–0 | Finland | Globen, Stockholm, Sverige |

|  |                          |  |  | Åskådare: 12 888 |
|  | T. Mårtensson 38:08 (PP) |  |  |                  |

## Utmärkelser

### Bästa spelare
Turneringens arrangörer röstade fram följande spelare:
- Bäste målvakt:  Marek Pinc
- Bäste försvarsspelare:  Kenny Jönsson
- Bäste anfallsspelare:  Fredrik Bremberg

### Medias all star-lag
- Marek Pinc, målvakt
- Magnus Johansson, försvarsspelare
- Kenny Jönsson, försvarsspelare
- Fredrik Bremberg, anfallsspelare
- Johan Davidsson, anfallsspelare
- Nikolay Kulemin, anfallsspelare

### Fotnoter
1. ↑  Daniel Hultkvist (11 februari 2007). ”Davidsson jubilerade i LG Hockey Games”. J-nytt. Arkiverad från originalet den 20 januari 2016. https://archive.is/20160120135556/http://www.jnytt.se/davidsson-jubilerade-i-lg-hockey-games. Läst 20 januari 2016.